# Tuchla (Ukraina)
Tuchla (ukr. Тyxля) – wieś na Ukrainie w Bieszczadach Wschodnich w rejonie stryjskim (do 2020 r. w rejonie skolskim) obwodu lwowskiego. Miejscowość liczy około 2000 mieszkańców.
W II Rzeczypospolitej do 1934 samodzielna gmina jednostkowa, następnie należała do zbiorowej wiejskiej gminy Sławsko. Początkowo w powiecie skolskim, a od 1932 w powiecie stryjskim w woj. stanisławowskim.
Pod okupacją niemiecką istniała gmina Tuchla.
Po wojnie wieś weszła w struktury administracyjne Związku Radzieckiego, aktualnie na Ukrainie. Stacja kolejowa Tuchla na trasie Lwów – Stryj – Skole – Mukaczewo, na stacji zatrzymują się wszystkie pociągi podmiejskie ze Stryja i Skolego oraz niektóre krajowe pośpieszne. Tutaj punkt wyjścia wycieczek (szlaki nie oznakowane) na Magurę (1365 m n.p.m.).

## Ważniejsze obiekty
- Cerkiew św. Michała w Tuchli